# Chu Biền
Chu Biền (chữ Hán: 朱楩; 9 tháng 4 năm 1379 – 10 tháng 5 năm 1450), được biết đến với tước hiệu Dân Trang vương (岷莊王), là hoàng tử của Minh Thái Tổ Chu Nguyên Chương, hoàng đế đầu tiên của nhà Minh.

## Cuộc đời
Chu Biền sinh năm Hồng Vũ thứ 12 (1379), là hoàng tử thứ 18 của Minh Thái Tổ, mẹ là Chu phi (周妃). Chu phi vốn là cống nữ (贡女) từ Cao Ly dưới triều Nguyên Thuận Đế, bị quân Minh bắt được và nạp vào hậu cung của Thái Tổ. Ngoài Chu Biền thì Chu phi còn hạ sinh hoàng tử thứ 20 là Hàn Hiến vương Chu Tùng.
Năm Hồng Vũ thứ 24 (1391), Chu Biền được phong làm Dân vương (岷王), sang năm sau chuyển đến thái ấp ở Vân Nam. Năm đầu Kiến Văn (1399), do hành động trái luật mà ông bị phế làm thường dân rồi bị đày đến Chương Châu.
Minh Thành Tổ lên ngôi (1403) đã phục tước cho Dân vương Chu Biền, cho quay về thái ấp. Chu Biền ngày càng vô pháp, nhiều lần bị tướng Mộc Thạnh áp chế. Ông tỏ ra căm ghét nên đã gièm pha Mộc Thạnh với vua anh. Thành Tổ hiểu chuyện mới bảo rằng cha của Mộc Thạnh là võ tướng Mộc Anh lập công lớn trong triều đình, chớ trách ông ta.
Dưới thời Hồng Hi (1425), Chu Biền phải chuyển đến sống ở Vũ Cương. Năm Cảnh Thái thứ nhất (1450), ông qua đời, thọ 72 tuổi, thụy là Trang (莊).

## Gia quyến
Dân Vương phi Viên thị (袁氏; ? – 1407), chánh thất của Chu Biền, là con gái của Đô đốc Viên Hồng. Năm Hồng Vũ thứ 28 (1395) được lập làm Vương phi.
Dân vương Chu Biền có 5 người con trai, không rõ số con gái:
1. Chu Huy Diễm (朱徽焲), mẹ là Viên Vương phi, được lập làm Thế tử đầu thời Vĩnh Lạc. Huy Diễm cấu kết với Nội sử Trần Vinh vu khống cho em ruột Huy Nhữu phá hủy Nhân miếu, bị Minh Tuyên Tông phế làm thường dân, đưa về Vũ Cương cho Chu Biền quản thúc.
2. Chu Huy Nhữu (朱徽煣), mẹ là Viên Vương phi, sơ phong Trấn Nam Quận vương (镇南郡王). Do Huy Diễm bị phế nên tập tước Dân Cung vương (岷恭王).
3. Chu Huy My (朱徽煝), tước phong Giang Xuyên Quận vương (江川郡王).
4. Chu Huy Sáp (朱徽煠), tước phong Quảng Thông Quận vương (广通郡王).
5. Chu Huy Thác (朱徽焟), tước phong Dương Tôn Quận vương (陽宗郡王).

Chu Dung Cơ, thủ tướng Cộng hòa Nhân dân Trung Hoa từ năm 1998 đến 2003, là cháu đời thứ 18 của Dân vương Chu Biền.

## Dân vương thế hệ biểu
| Tước hiệu                | Họ tên                 | Quan hệ                          | Tại vị      | Ghi chú |
| ------------------------ | ---------------------- | -------------------------------- | ----------- | --- |
| Dân Trang vương (慶莊王) | Chu Biền (朱楩)        | Hoàng tử thứ 18 của Minh Thái Tổ | 1391 – 1450 | Năm Hồng Vũ thứ 24 (1391) phong Vương, năm Cảnh Thái thứ nhất (1450) qua đời, thọ 72 tuổi. |
| Dân Cung vương (慶恭王)  | Chu Huy Nhữu (朱徽煣)  | Con trai thứ hai của Chu Biền    | 1452 – 1463 | Năm Cảnh Thái thứ 3 (1452) tập phong, qua đời năm Thiên Thuận thứ 7 (1463), thọ 64 tuổi. |
| Dân Thuận vương (遼順王) | Chu Âm Triết (朱音埑)  | Con trai trưởng của Huy Nhữu     | 1465 – 1480 | Năm Thành Hoá thứ nhất (1465) tập phong, qua đời năm thứ 16 (1480), thọ 51 tuổi. |
| Dân Giản vương (遼簡王)  | Chu Ưng Phi (朱膺鉟)   | Con trai trưởng của Âm Triết     | 1488 – 1500 | Năm Hoằng Trị thứ nhất (1488) tập phong, năm thứ 13 (1500) qua đời, thọ 51 tuổi. |
| Dân Tĩnh vương (遼靖王)  | Chu Ngạn Thái (朱彥汰) | Con trai trưởng của Ưng Phi      | 1504 – 1544 | Năm Hoằng Trị thứ 17 (1504) tập phong, năm Gia Tĩnh thứ 23 (1544) qua đời, thọ 66 tuổi. |
| Dân Khang vương (遼康王) | Chu Dự Vinh (朱譽榮)   | Con trai trưởng của Ngạn Thái    | 1546 – 1552 | Năm Gia Tĩnh thứ 25 (1545) tập phong, năm thứ 31 qua đời, thọ 57 tuổi. |
| Dân Huệ vương (遼惠王)   | Chu Định Diệu (朱定燿) | Con trai thứ hai của Dự Vinh     | 1555 – 1618 | Năm Gia Tĩnh thứ 34 (1552) tập phong, qua đời năm Vạn Lịch thứ 46 (1618), không rõ bao nhiêu tuổi. |
| Dân Triết vương (慶哲王) | Chu Nhân Hồng (朱禋洪) | Chắt của Định Diệu               | 1622 – 1628 | Năm Thiên Khải thứ 2 (1622) tập phong, bị giết vào năm Sùng Trinh thứ nhất (1628), không rõ bao nhiêu tuổi, cũng không con nối dõi. Ông nội là Thế tử Can Khuể (幹跬, con trưởng của Định Diệu) và cha là Thế tôn Xí Trân (企鉁, con trưởng của Can Khuể) đều mất trước khi được tập phong. |
| Dân Hiển vương (慶顯王)  | Chu Xí Phong (朱企𨰘)  | Cháu nội của Định Diệu           | 1631 – 1643 | Năm Sùng Trinh thứ 4 (1631) tập phong, năm thứ 16 (1643) bị loạn dân trong vùng giết, không rõ bao nhiêu tuổi. Con trưởng của Thường Ninh Quận vương Can Khôn (幹坤), con thứ tư của Định Diệu. Xí Phong tập tước nên được tặng tước Vương.                                                 |
| Dân vương (慶王)         | Chu Nhân Chuẩn? (朱禋) | Con trai của Xí Phong            | 1645 – 1647 | Năm Long Vũ thứ nhất (1645) tập phong dưới thời Nam Minh, năm Vĩnh Lịch thứ nhất (1647) đầu hàng quân Thanh rồi bị giết. |
| Dân vương (慶王)         | không rõ tên           | Con trai của Nhân Chuẩn          | 1648 – 1662 | Tập tước cho đến khi triều Nam Minh diệt vong, chạy sang Xiêm La rồi mất tích, dòng Dân vương chấm dứt. |